# Lyssogorskaja
Lyssogorskaja (russisch Лысого́рская) ist eine Staniza in der Region Stawropol in Russland mit 11.174 Einwohnern (Stand 14. Oktober 2010).

## Geographie

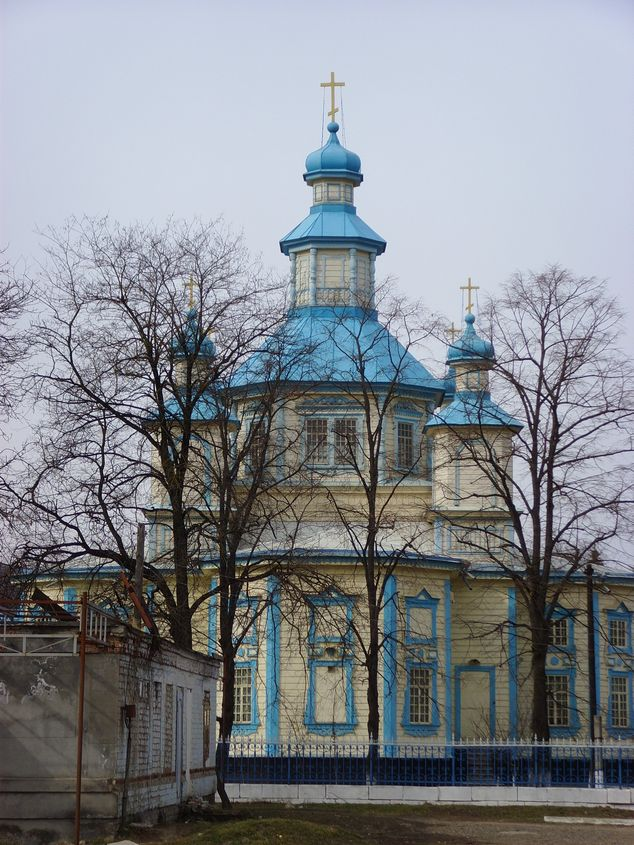
Hölzerne Gottesmutter-Geburts-Kirche in Lyssogorskaja, erbaut 1875/1877

Der Ort liegt am Nordrand des Großen Kaukasus knapp 150 km Luftlinie südöstlich des Regionsverwaltungszentrums Stawropol überwiegend am rechten Ufer des Kuma-Nebenflusses Podkumok.
Lyssogorskaja gehört zum Rajon Georgijewski und befindet sich 15 km südwestlich von dessen Verwaltungszentrum Georgijewsk. Die Staniza ist Sitz und einzige Ortschaft der Landgemeinde (selskoje posselenije) Staniza Lyssogorskaja.

## Geschichte
Die Staniza wurde 1821 zunächst am linken Ufer des Podkumok gegründet und 1848 an die heutige Stelle am rechten Ufer verlagert. Benannt ist sie nach einem westlich gelegenen Berg mit dem russischen Namen Lyssaja gora, „Kahler Berg“.

### Bevölkerungsentwicklung
| Jahr | Einwohner |
| ---- | --------- |
| 1886 | 3.264     |
| 1979 | 6.438     |
| 1989 | 7.986     |
| 2002 | 10.039    |
| 2010 | 11.174    |

Anmerkung: ab 1979 Volkszählungsdaten

## Verkehr
Lyssogorskaja liegt an der Regionalstraße 07K-027 (ehemals R264), die bei Pjatigorsk von der föderalen Fernstraße R217 Kawkas (ehemals M29) abzweigt, in der Staniza von der rechten auf die linke Seite des Podkumok wechselt und weiter über Neslobnaja nach Georgijewsk führt. In zunächst nördlicher Richtung zweigt die 07K-029 ab, die über Terski (bei Alexandrijskaja) ebenfalls nach Georgijewsk verläuft.
Die nächstgelegenen Bahnstationen mit Personenverkehr befinden sich in den etwa gleich weit entfernten Städten Georgijewsk an der Strecke Rostow am Don – Machatschkala – Baku und Pjatigorsk an einer Zweigstrecke von Mineralnyje Wody.